# Stanisław Rudnik
Stanisław Rudnik (ur. 29 maja 1923 w Przemyślu, zm. 20 lutego 2004 w Krakowie) – polski profesor zwyczajny, inżynier, specjalista z zakresu metaloznawstwa. 

## Życiorys
Był synem płk. Jana Rudnika. Podczas II wojny światowej, w 1940 r. przeniósł się do Tarnowa, gdzie w 1943 r. zdał maturę po kursach tajnego nauczania w ramach liceum matematyczno-fizycznego. W 1950 r. ukończył studia na Wydziale Hutniczym Akademii Górniczej w Krakowie. Pracę naukową rozpoczął już w 1948 r. jako młodszy asystent w Katedrze Metalurgii i Metaloznawstwa na Wydziale Komunikacji Akademii Górniczej (obecnym Wydziale Mechanicznym Politechniki Krakowskiej). W 1952 r. przejął praktycznie kierowanie tą katedrą, a w 1964 r. został formalnie jej kierownikiem, a od 1973 r. dyrektorem Instytutu Materiałoznawstwa i Technologii Metali, w który Katedra została wówczas przekształcona. Tytuł profesora nadzwyczajnego uzyskał w 1972 r., a zwyczajnego w 1979 r. W 1993 r. przeszedł na emeryturę.
W latach 1965–1972 był prorektorem Politechniki Krakowskiej. 
Jest autorem 84 publikacji naukowych oraz podręczników akademickich i skryptów z obszaru metaloznawstwa i metalurgii. Wypromował 19 doktorów, w tym wielu późniejszych samodzielnych pracowników naukowych (w nawiasach daty obron): dr hab. inż. Andrzej Zając (1969), dr hab. inż. Roman Wielgosz (1970), dr hab. inż. Jerzy Siepak (1972), dr hab. inż. Wojciech Wojciechowski (1976), dr hab. inż. Stanisław Pytel (1977), prof. dr hab. inż. Zygmunt Haduch-Suski (1977), prof. dr hab. inż. Leszek Wojnar (1985) i  dr hab. inż. Janusz Mikuła (1990).